# Koninkrijk Spanje (1716-1873)
Het eerste officiële koninkrijk Spanje ontstond in 1716 toen het bestuur in personele unie van het vorstendom Catalonië en de koninkrijken Valencia, León, Aragón en Castilië verenigd omgevormd werden tot één staat. Dit gebeurde met de decreten van Nueva Planta (1707-1716) die Filips V van het Huis Bourbon uitvaardigde na de Spaanse Successieoorlog. 
Vóór die tijd werd de term "Spanje" ook al gebruikt, maar dan in werkelijkheid voor de Spaanse personele unie.
Op 11 februari 1873 trad koning Amadeus na hevige protesten af en om tien uur nog diezelfde avond werd de Eerste Spaanse Republiek uitgeroepen. Deze zou slechts 23 maanden bestaan.